# Erez Markovich
Pour les articles homonymes, voir Markovich.
Erez Markovich (en hébreu : ארז מרקוביץ')  né le 10 juillet 1978, à Eilat, en israël, est un joueur israélien de basket-ball. Il évolue au poste de pivot.

## Palmarès
- Coupe d'Israël 2007, 2008